# スチュアート数
スチュアート数（スチュアートすう）とは、磁気流体力学で登場する無次元数の1つ。以下の公式で求められる。
{\displaystyle N={\frac {B^{2}L\sigma }{U\rho }}}
ただし、{\displaystyle N}はスチュアート数、{\displaystyle B}は加えた磁界の磁束密度、{\displaystyle L}は代表的な長さ、{\displaystyle \sigma }は導電率、{\displaystyle U}は代表的な速さ、{\displaystyle \rho }は物体の密度を表す。